# Bezdenița, Montana
Bezdenița (în bulgară Безденица) este un sat în comuna Montana, regiunea Montana,  Bulgaria. 

## Demografie
Componența etnică a satului Bezdenița
     Bulgari (99,4%)
     Nicio identificare (0,59%)
     Altele (0%)
La recensământul din 2011, populația satului Bezdenița era de 336 locuitori. Din punct de vedere etnic, majoritatea locuitorilor (99,4%) erau bulgari. Pentru 0,59% din locuitori nu este cunoscută apartenența etnică.